# 도덕중앙초등학교
도덕중앙초등학교는 대한민국 전라남도 고흥군 도덕면 대곡길 10 (가야리)에 있었던 초등학교이다.

## 역사
- 1943년 6월 11일 도양북공립국민학교 개교(설립인가 4월 1일)
- 1953년 4월 1일 가야리 현 위치로 이전
- 1984년 3월 5일 도덕중앙국민학교 명칭 변경
- 1984년 6월 5일 병설유치원 개원
- 1996년 3월 1일 도덕중앙초등학교 개칭
- 1999년 9월 1일 도덕초등학교로 통폐합